# Johann Singer (NS-Funktionär)
Johannes Singer (* 16. Juni 1869 in Sankt Florian; † 5. Mai 1938 in München) war ein deutscher politischer Funktionär (NSDAP).

## Leben
Singer war Offiziant im Bayerischen Nationalmuseum in München. Seine Anstellung im öffentlichen Dienst erlaubte es ihm, sich politisch zu betätigen. 
Singer trat am 17. August 1920 in die NSDAP ein und war damit eines ihrer ersten Mitglieder (Mitgliedsnummer 1827). Singer fungierte als 1. Kassierer der NSDAP.
Im November 1923 beteiligte Singer sich am Hitlerputsch. Während des Verbotes der NSDAP im Jahr 1924 betätigte er sich in der als Auffangorganisation für die NSDAP dienenden Großdeutschen Volksgemeinschaft (GVG). Während der Inhaftierung Hitlers in der Festung Landsberg besuchte Singer ihn wiederholt dort. Singer zählte von Beginn an zu den engsten Vertrauten Hitlers. Im Jahr 1924 diente Singer als „Faktotum“ (Fleischmann) des inhaftierten Hitler, von dem er bei seinen Besuchen Aufträge empfing, die er anschließend ausführte. Unter anderem regelte er auch Hitlers Abholung aus der Landsberger Haftanstalt am 20. Dezember 1924 mit einem Automobil.
Nachdem Hitler die NSDAP am 27. Februar 1925 neu gegründet und die GVG sich am 12. März 1925 aufgelöst hatte, trat Singer am 24. März 1925 wieder in die neu gegründete Partei ein (Mitgliedsnummer 58).
Von 1921 bis zu ihrer Auflösung 1923 war Singer Schatzmeister der NSDAP. Von 1925 bis 1930 war er Schatzmeister der NSDAP-Ortsgruppe Schwabing, deren Ortsgruppenleiter er von 1930 bis 1934 war. Von 1933 bis zu seinem Tod saß er im Stadtrat von München. Nach Aussage von Agnes Brack soll er zudem Verwalter der Ortsgruppen in Bogenhausen und Haidhausen gewesen sein.
In den 1930er Jahren erhielt Singer mit dem Blutorden (Verleihungsnummer 33) und dem Goldenen Parteiabzeichen zwei der höchsten Auszeichnungen der NSDAP.